# 地方運輸局
地方運輸局（ちほううんゆきょく）とは、国土交通省の地方支分部局のひとつ。

## 概要
運輸・交通に関する業務を所管している。
全国を北海道、東北、関東、北陸信越、中部、近畿、中国、四国、九州の9運輸局が管轄している。国土交通省設置法30条に定めがある。なお、沖縄県については内閣府沖縄総合事務局運輸部が管轄している。
管轄地方の運輸・交通関連の行政においては大きな権限を持っている。各地方運輸局は出先機関として運輸支局・自動車検査登録事務所・海事事務所を置き、登録・許認可の実務の多くをそちらで行っている。

## 所在地
北海道運輸局＝北海道札幌市中央区大通西10丁目
- （管轄：北海道）

東北運輸局＝宮城県仙台市宮城野区鉄砲町
- （管轄：青森県、岩手県、宮城県、福島県、秋田県、山形県）

関東運輸局＝神奈川県横浜市中区北仲通
- （管轄：茨城県、栃木県、群馬県、埼玉県、千葉県、東京都、神奈川県、山梨県）

北陸信越運輸局＝新潟県新潟市中央区美咲町一丁目
- （管轄：新潟県、長野県、富山県、石川県）

中部運輸局＝愛知県名古屋市中区三の丸二丁目
- （管轄：静岡県、愛知県、岐阜県、三重県、福井県）

近畿運輸局＝大阪府大阪市中央区大手前四丁目
- （管轄：滋賀県、京都府、大阪府、奈良県、和歌山県）

神戸運輸監理部
- （本庁舎（海事関係））＝兵庫県神戸市中央区波止場町
- （魚崎庁舎（兵庫陸運部））＝兵庫県神戸市東灘区魚崎浜町
- （管轄：兵庫県）
- 海事関係については神戸運輸監理部を本局として業務を行うが、陸運関係については近畿運輸局の下部組織として業務を行う。

中国運輸局＝広島県広島市中区上八丁堀
- （管轄（陸事関係）：鳥取県、島根県、岡山県、広島県、山口県）
- （管轄（海事関係）：鳥取県、島根県、岡山県、広島県、山口県（下関市、宇部市、長門市、山陽小野田市を除く））

四国運輸局＝香川県高松市サンポート
- （管轄：徳島県、香川県、愛媛県、高知県）

九州運輸局＝福岡県福岡市博多区博多駅東二丁目
- （管轄（陸事関係）：福岡県、佐賀県、長崎県、熊本県、大分県、宮崎県、鹿児島県）
- （管轄（海事関係）：山口県（下関市、宇部市、長門市、山陽小野田市）、福岡県、佐賀県、長崎県、熊本県、大分県、宮崎県、鹿児島県）
- 山口県の一部（下関市、宇部市、長門市、山陽小野田市）は、陸運関係が中国運輸局、海事関係が九州運輸局の管轄となっている。

沖縄県
- （参考）内閣府沖縄総合事務局運輸部＝沖縄県那覇市おもろまち二丁目
- （管轄：沖縄県）

## 組織
- 局長
  - 次長（四国を除く）
  - 総務部
  - 交通政策部
  - 観光部
  - 鉄道部
  - 自動車交通部
  - 自動車技術安全部
  - 海事振興部（北陸信越を除く）
  - 海上安全環境部（北陸信越を除く）
  - 海事部（北陸信越に限る）
  - 自動車監査指導部（関東及び近畿）
    - 各運輸支局（一部を除き、陸事・海事に分かれる）
      - 各自動車検査登録事務所
      - 各海事事務所